# Maxton (Carolina del Nord)
Maxton è un comune degli Stati Uniti d'America, situato in Carolina del Nord, diviso tra la contea di Robeson e la contea di Scotland.